# TheBlueprint (интернет-издание)
The Blueprint — российское независимое онлайн-издание о моде, красоте и современной культуре. Основано в 2014 году Александром Перепелкиным, Евгенией Фишелевой, Верой Пановой и Юлией Русановой. Публикует материалы о моде, индустрии красоты, культуре, образе жизни и карьере.

## История
Издание создано в 2014 году Александром Перепелкиным, Евгенией Фишелевой, Верой Пановой, Юлией Русановой.  Запущено на базе коммуникационного агентства Lunar Hare, основанным ими в 2010 году. Дизайн фирменного стиля The Blueprint разработал эстонский дизайнер Ханс Унт. В разные годы арт-директорами издания были Женя Онегина (до 2017 года), Сергей Пацюк, Ира Иванова, Анна Акопова и Юлия Попова.
В январе 2024 года креативным директором The Blueprint стал Игорь Андреев, ранее работавший в журналах SNC и Numéro.
Редакция издания выпускает аналитические и индустриальные материалы о моде, красоте и культуре. Среди редакторов The Blueprint в разные годы работали Дарья Косарева, Екатерина Федорова, Юлия Выдолоб и Анастасия Полетаева. С 2017 по 2020 год шеф-редактором была Ольга Страховская, ранее возглавлявшая издание Wonderzine.
11 ноября 2024 года The Blueprint отметил десятилетие концертом в «Геликон-Опере», где прозвучали произведения современных российских композиторов, созданные специально для мероприятия.

## Деятельность

### Разделы сайта
На сайте The Blueprint публикуются материалы в разделах «Мода», «Красота», «Культура», «Образ жизни», «Карьера». В 2025 году появился раздел «Показы» с фотографиями коллекций российских и зарубежных брендов.

### Проекты
- Special Issues — цифровые выпуски, посвящённые отдельным темам, например, сюрреализму[13], музыке[14] или искусственному интеллекту.

- The Blueprint 100 — ежегодный список молодых российских представителей креативных индустрий, отбираемых экспертным советом и редакцией. Проект стартовал в 2020 году[10]. В 2025 году отметил пятилетие[15].

- Сказки Нового года — ежегодный проект, запущенный в 2022 году. Современные российские писатели создают новогодние рассказы, которые иллюстрируют художники[16].

- BlueScreen — онлайн-платформа для короткометражных фильмов, созданная в 2024 году. Публикует игровые, документальные и арт-фильмы[17].

- Blue Store — магазин локальных брендов и секонд-хенд одежды премиум-сегмента, открытый в 2023 году в сотрудничестве с платформой LOTS[18][19]. В 2024 году Blue Store вошёл в состав проекта THE CULTT[20].
- Reading Camp – литературные выходные от The Blueprint и дома творчества Переделкино, посвященные культуре и творчеству. Летом 2025 года прошел юбилейный пятый Reading Camp «Отпуск! Не беспокоить».

## Награды
- В 2015 году The Blueprint получил премию «Ли-Лу Fashion Awards» в номинации «Проект года»[21].
- В 2023 году издание стало лауреатом медиапремии «Апостол» за совместный с «Кинопоиском» спецпроект «Королевство панка»[22].
- В 2025 году The Blueprint занял второе место медиапремии «Апостол» в номинации "Специальные проекты / лучшая идея" за спецпроект с "ОККО" – "Как женский гнев становится искусством"[23].